# Sydney Penny
Sydney Margaret Penny (Nashville, Tennessee, 7 de Agosto de 1971) é uma atriz estadunidense indicada para o Daytime Emmy, e mais conhecida por interpretar Julia Santos Keefer em All My Children e Samantha Kelly em The Bold and the Beautiful.

## Biografia

### Vida pessoal
Sydney Penny nasceu na famosa cidade de Nashville, sendo descendente de índios cherokee, que no passado, viviam na região sul dos Estados Unidos, que inclui o estado do Tennessee. Porém, sua família se mudou para Chatworth, no estado da Califórnia, quando ela e seus irmãos, Greg, Bill, Patricia e Sandra, ainda eram pequenos.
Atualmente, Penny ainda é amiga de Sarah Michelle Gellar, que, no passado, foi sua co-estrela em All My Children, e de River Phoenix, que conheceu ainda criança.
A atriz se casou- se com Robert Powers, um produtor de televisão em 2006, e ambos tiveram seu primeiro filho em 31 de Maio de 2007. O bebê foi chamado de Chasen August Powers.

### Carreira
Uma de suas primeiras participações em programas de televisão data de 1983, quando a atriz participou da notória minissérie The Thorn Birds, quando tinha apenas 12 anos, como a jovem Meggie. Outros trabalhos de início de carreira incluíram Dani em The New Gidget, Katie Coats em um episódio do seriado policial T.J. Hooker, e a voz de Lucy Van Pelt no telefilme de 1981, It's Magic, Charlie Brown.
Apesar de estar progredindo na carreira, com mais participações em séries de televisão e filmes, Penny tornou-se realmente famosa ao ingressar na telenovela All My Children como Julia Santos Keefer, entre 1993 e 1996, com participações especiais entre 1997 e 2002, e finalmente, retornando em 2005. Este foi um verdadeiro marco em sua carreira, visto que, a consolidou como uma atriz renomada e lhe rendeu indicações ao Daytime Emmy.
Outras participações notórias de Penny em programas de televisão incluem Santa Barbara, Sunset Beach, Beverly Hills, 90210, e várias outras séries onde foi integrante do elenco regular, como Hyperion Bay, onde interpretou Jennifer, The Bold and the Beautiful, que a incluiu na trama como Samantha Kelly, e Largo Winch, onde fez o papel de Joy Arden.

## Filmografia

### Televisão
- 2014 Pretty Little Liars como Leona Vanderwaal
- 2008 All My Children como Julia Santos Keefer
- 2005 The Bold and the Beautiful como Samantha Kelly
- 2003 Largo Winch como Joy Arden
- 2000 Beverly Hills, 90210 como Josie Oliver
- 1999 Hyperion Bay como Jennifer Worth
- 1999 Sunset Beach como Meg Cummings
- 1998 The Love Boat: The Next Wave como Juliette Titlebaum
- 1993 Santa Barbara como B.J. Walker
- 1988 A Year in the Life como Megan
- 1988 The New Gidget como Danielle Collins-Griffin
- 1986 The Twilight Zone como Mary Miletti
- 1983 St. Elsewhere como Melissa Greely
- 1983 The Thorn Birds como Meggie Cleary
- 1983 T.J. Hooker como Katie Coats
- 1982 Fame como Susan Marshall
- 1981 It's Magic, Charlie Brown como Lucy Van Pelt

### Cinema
- 1998 Enchanted como Natalie Ross
- 1998 The Pawn como Megan
- 1997 Smoke Screens como Corrine
- 1996 Hearts Adrift como Max
- 1994 In the Eye of the Snake como Malika
- 1989 La Passion de Bernadette como Bernadette Soubirous
- 1988 Bernadette como Bernadette Soubirous
- 1986 Hyper Sapien como Robyn
- 1985 Pale Rider como Megan Wheeler
- 1983 The Last Leaf como Susan
- 1985 The Fourth Wise Man como Shamir

## Prêmios
| Ano  | Premiação                | Categoria                                     | Indicado(s)                                   | Resultado |
| ---- | ------------------------ | --------------------------------------------- | --------------------------------------------- | --------- |
| 1996 | Soap Opera Digest Awards | Melhor romance com Keith Hamilton Cobb        | Sydney Penny por All My Children              | Vencedor  |
| 1995 | Soap Opera Digest Awards | Melhor atriz jovem em papel principal         | Sydney Penny por All My Children              | Indicado  |
| 1995 | Daytime Emmy             | Melhor atriz coadjuvante em série dramática   | Sydney Penny por All My Children              | Indicado  |
| 1993 | Soap Opera Digest Awards | Melhor atriz novata                           | Sydney Penny por Santa Barbara                | Indicado  |
| 1993 | Daytime Emmy             | Melhor atriz jovem em uma série dramática     | Sydney Penny por Santa Barbara                | Indicado  |
| 1986 | Young Artist Awards      | Melhor atriz jovem em um longa-metragem       | Sydney Penny por Pale Rider                   | Vencedor  |
| 1985 | Young Artist Awards      | Melhor atriz convidada em série de televisão  | Sydney Penny por Silver Spoons                | Indicado  |
| 1984 | Young Artist Awards      | Melhor atriz jovem em minissérie ou telefilme | Sydney Penny por The Thorn Birds              | Vencedor  |
| 1983 | Young Artist Awards      | Melhor atriz jovem em minissérie ou telefilme | Sydney Penny por The Capture of Grizzly Adams | Indicado  |
| 1983 | Young Artist Awards      | Melhor atriz jovem em minissérie ou telefilme | Sydney Penny por The Patricia Neal Story      | Indicado  |
| 1983 | Young Artist Awards      | Melhor atriz jovem em minissérie ou telefilme | Sydney Penny por The Circle Family            | Indicado  |